# Deklarace čtyřiceti šesti
Tak zvaná deklarace 46 resp. deklarace čtyřiceti šesti byl tajný dopis politbyru ústředního výboru KSR(b) z 15. října 1923, podepsaný 46 vedoucími činiteli strany KSR(b). Deklarace následovala dopisu s obdobným textem L. D. Trockého z 8. října 1923 a je považována za základní dokument tehdy se formující Levé opozice.

## Pozadí
Během léta 1923 vystupovaly hospodářské a politické problémy v Rusku stále více do popředí: hospodářská a finanční krize, likvidování opozičních skupin tajnou policií GPU, vzrůstající moc stranické hierarchie sekretářů:
 „V nejhroznějších momentech válečného komunismu neměl systém příkazů a nařízení uvnitř strany ani desetinu toho významu jako tomu je dnes. Nařízení provinčních sekretářů se dnes stalo pravidlem“
poznamenal Trockij ve svém dopise z 8. října.

Obdobně vyzněla kritika hospodářských, finančních a vnitrostranických krizových jevů i v dopise, který následoval o týden později a který byl podepsán (v některých případech s výhradami) čtyřiceti šesti předními funkcionáři KSR(b). K problematice stranických vztahů autoři píší:
„…pozorujeme přesně tentýž chybný styl vedení, který stranu ochromuje a rozkládá … vysvětlujeme si to tím, že pod rouškou úřední jednoty se ve skutečnosti jedná o jednostranný výběr lidí, ovlivněný názory a sympatiemi úzkého kruhu … Vzhledem k takovému stranickému vedení, deformovanému těmito omezenými manipulacemi, přestává být strana živoucím a na vlastní iniciativě se zakládajícím kolektivem …“.

Trockého podpis pod deklarací chybí, avšak mimo značnou shodnost obou textů se mezi iniciátory deklarace nacházejí i jeho nejbližší spolupracovníci jako Georgij Pjatakov a Jevgenij Preobraženskij; text podepsali dále např. Vladimir Antonov-Ovsejenko, Lev Sosnovskij, Leonid Serebrjakov a také stoupenci demokratických centralistů jako Timofej Sapronov, Vladimir Michajlovič Smirnov a další. Přes možnou rozdílnost motivů jednotlivých osobností pochopilo i tehdejší vedení KSR(b), že se zde začala formovat silná opozice; otázkou zůstává, zda oběma stranám šlo o dřívější principy „revolučních ideálů a ne o moc“.